# (300119) 2006 UK360
(300119) 2006 UK360 es un asteroide perteneciente al cinturón de asteroides, descubierto el 27 de octubre de 2006 por el equipo del Catalina Sky Survey desde el Catalina Sky Survey, Arizona, Estados Unidos.

## Designación y nombre
Designado provisionalmente como 2006 UK360.

## Características orbitales
2006 UK360 está situado a una distancia media del Sol de 3,013 ua, pudiendo alejarse hasta 3,355 ua y acercarse hasta 2,672 ua. Su excentricidad es 0,113 y la inclinación orbital 10,90 grados. Emplea 1910,95 días en completar una órbita alrededor del Sol.

## Características físicas
La magnitud absoluta de 2006 UK360 es 16,1.